# Saint-Clément-des-Baleines
Saint-Clément-des-Baleines – miejscowość i gmina we Francji, w regionie Nowa Akwitania, w departamencie Charente-Maritime.
Według danych na rok 1990 gminę zamieszkiwało 607 osób, a gęstość zaludnienia wynosiła 89 osób/km² (wśród 1467 gmin regionu Poitou-Charentes Saint-Clément-des-Baleines plasuje się na 486. miejscu pod względem liczby ludności, natomiast pod względem powierzchni na miejscu 996.).